# Michael Keßler (Politiker, 1969)
Michael Keßler (* 30. April 1969 in Tübingen) ist ein deutscher Politiker (CDU). Er ist designierter Oberbürgermeister von Horb am Neckar.

## Leben
Keßler verließ das Martin-Gerbert-Gymnasium Horb 1985 mit der Mittleren Reife. 1988 schloss er eine Ausbildung zum Landwirt ab. Zudem erlangte er 1990 einen Abschluss als staatlich geprüfter Wirtschafter für Landbau und 1991 einen Abschluss als staatlich geprüfter Landwirt für Technik. Seit 1992 ist er im Landwirtschaftsamt Horb tätig, seit 1997 als Leiter des Sachgebiets Förderung und Verwaltung. Zudem führt er seit 1999 einen Bauernhof in Ahldorf im Nebenerwerb.
Keßler ist seit 1990 Mitglied des Ortschaftsrats von Ahldorf. Seit 2015 ist er Mitglied des Gemeinderats von Horb, seit 2017 als Vorsitzender der dortigen CDU-Fraktion. Seit 2019 ist er zudem erster ehrenamtlicher Stellvertreter von Oberbürgermeister Peter Rosenberger.
Bei der Oberbürgermeisterwahl in Horb am 13. Juli 2025 wurde Keßler mit 70,3 Prozent der Stimmen zum Oberbürgermeister gewählt. Er tritt das Amt am 11. Oktober 2025 an.
Keßler ist evangelisch, verheiratet und hat vier Kinder.